# Jogos Sul-Americanos de 2002
Os Jogos Sul-Americanos de 2002 (em espanhol: Juegos Sudamericanos, em inglês: South American Games), decorridos entre 1 e 11 de agosto, foram realizados em São Paulo, Rio de Janeiro, Curitiba e Belém, no Brasil. Foi a primeira competição multiesportiva disputada no país desde os Jogos Pan-Americanos de São Paulo e a Universíade de Porto Alegre, ambos em 1963.
Esta edição reuniu quatorze nações, em um total de 2 069 atletas, que competiram em 24 esportes.
Aproveitando-se do fato de competir em casa, o Brasil terminou na liderança do quadro de medalhas pela primeira vez na história com 148 medalhas de ouro.
Os Jogos Sul-Americanos serviriam para testar a capacidade do país em realizar grandes eventos multiesportivos, especialmente os Jogos Pan-Americanos de 2007, no qual a cidade do Rio de Janeiro, na época, era candidata.

## Processo de escolha
A decisão de que o Brasil seria sede pela primeira vez dos Jogos Sul-Americanos foi tomada no dia 18 de abril de 2002, na reunião da Organização Desportiva Sul-Americana (ODESUR), em Assunção, no Paraguai. A candidatura do  Brasil venceu o Chile por 11 votos a 3. Outros candidatos eram o Peru que havia retirado sua candidatura no dia anterior a eleição e o Suriname.
Inicialmente os Jogos deveriam ser disputados no período de 3 a 12 de maio em Córdoba, na Argentina. Por causa da crise econômica do país, a prefeitura da cidade acabou desistindo. Posteriormente, foi decidido que seriam realizados em Bogotá (6 a 16 de julho), mas devido à ameaça de alguns países boicotarem os jogos por falta de segurança,a  Colômbia foi descartada e outra sede foi votada. Como forma de protesto, o governo colombiano decidiu boicotar essa edição.

## Tocha Sul-Americana
A Tocha do Fogo Sul-Americano chegou ao Brasil em 23 de junho de 2002, sendo recebida em uma cerimônia no Parque do Ibirapuera, em São Paulo.O fogo que veio de Tihuanaco, na Bolívia, foi carregada pelo tetra campeão paralímpico Antônio Tenório da Silva, do judô. Do Aeroporto de Congonhas, o Fogo Sul-Americano seguiu viagem para todas as outras sedes no mesmo dia. Ele foi levado pela ex-nadadora Patrícia Amorim para o Rio de Janeiro,aonde foi se acessa a pira no Aterro do Flamengo.
A ginasta Camila Comin foi responsável por levar o Fogo até o Jardim Botânico, em Curitiba. Em Belém, a recepção contou com a apresentação de danças da região. A campeã brasileira de boliche, Dayse Silva, carregou o Fogo até o Estádio Olímpico do Pará.

## Países participantes
Ao todo, nesta edição, quatorze países participaram:
- Antilhas Holandesas
- Argentina
- Aruba
- Bolívia
- Brasil
- Chile
- Equador
- Guiana
- Panamá
- Paraguai
- Peru
- Suriname
- Uruguai
- Venezuela

## Esportes
Foram disputados 24 esportes nesta edição dos Jogos:
| - Atletismo - Boliche - Boxe - Canoagem - Ciclismo - Esgrima | - Esportes aquáticos - Futsal - Ginástica - Golfe - Handebol - Judô | - Caratê - Levantamento de peso - Lutas - Patinação - Remo - Taekwondo | - Tênis - Tênis de mesa - Tiro com arco - Tiro esportivo - Triatlo - Vela |

## Sedes

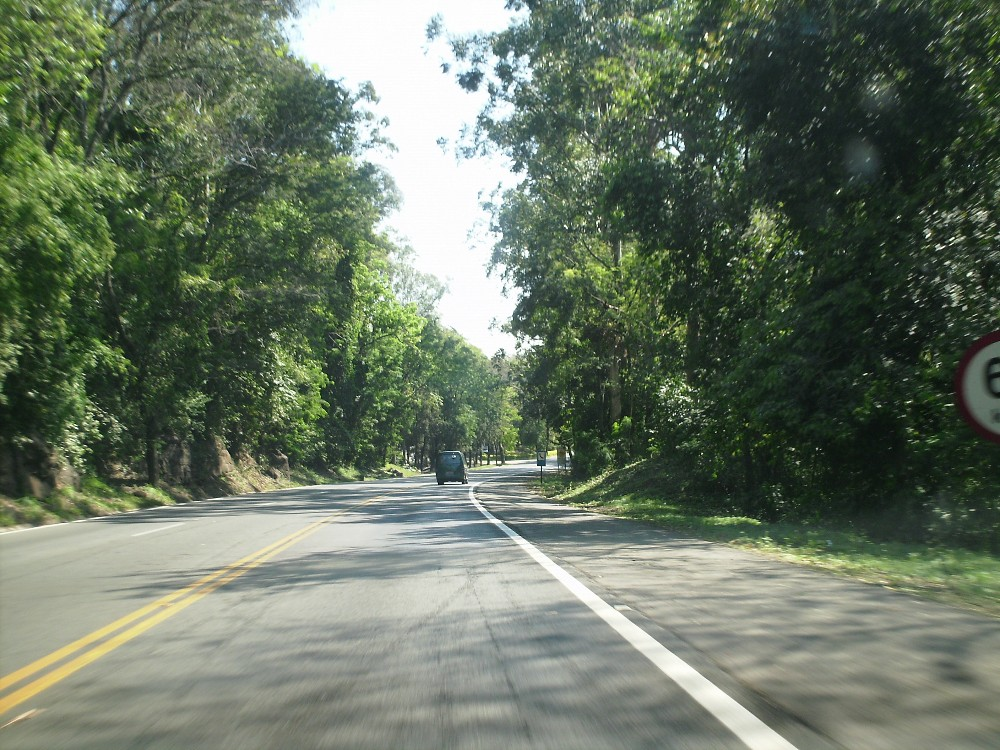
Trecho da Rodovia Curitiba-Paranaguá (BR-277) onde ocorreram as provas de ciclismo de estrada.

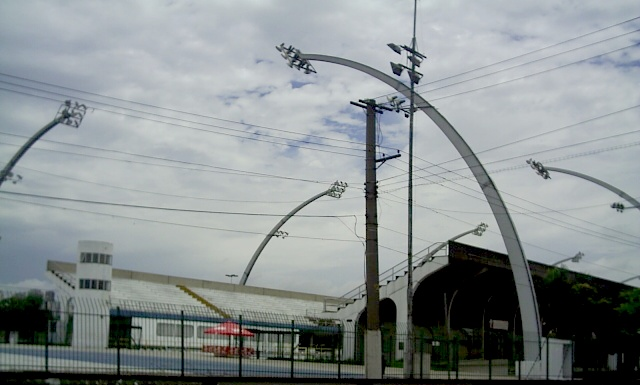
O Sambódromo do Anhembi, na cidade de São Paulo, sediou provas de patinação.

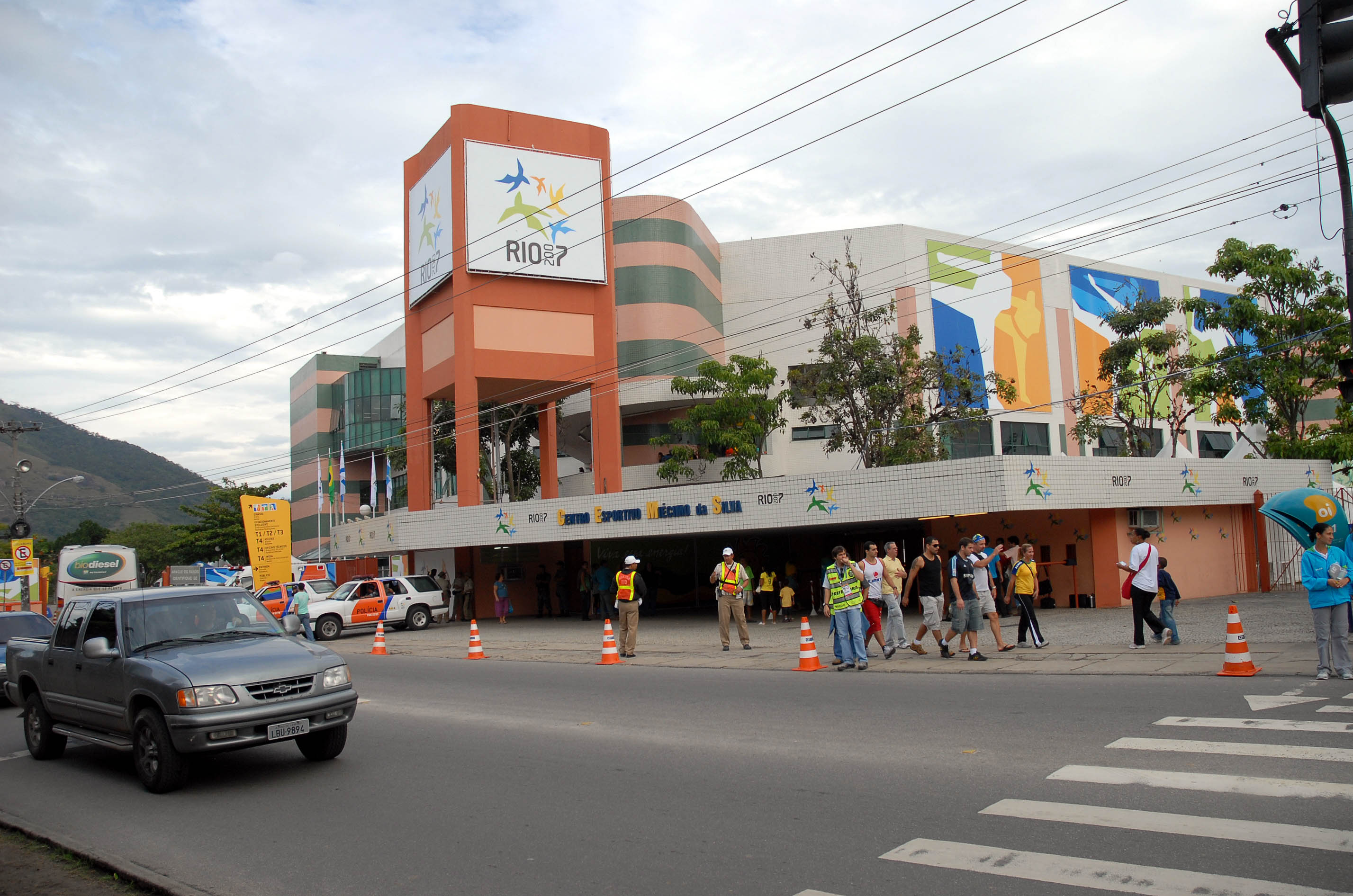
O Ginásio Algodão no Complexo Esportivo Miécimo da Silva, na cidade do Rio de Janeiro, sediou os jogos de futsal.

Para escolher os locais em que os Jogos Sul-Americanos seriam realizados, o Comitê Olímpico Brasileiro, considerou a estrutura já existente para a realização das provas. Após refletir e estudar as melhores opções,foi proposta a descentralização dos jogos e se optou pela escolha de que quatro cidades dividissem os jogos, em vez de centralizar tudo em uma única cidade. Essa decisão foi fruto do pequeno tempo que o COB teria para organizar as competições.

### Belém
- Estádio do Mangueirão - Atletismo
- Escola Superior de Educação Física da Universidade Estadual do Pará - Natação, Boxe e Lutas

### Paraná
- Parque Iguaçu - Canoagem e Remo
- Rodovia Curitiba-Paranaguá - Ciclismo (estrada)
- Parque Barigui - Ciclismo (Mountain Bike)
- Velódromo do Jardim Botânico - Ciclismo (pista)
- Ginásio do Tarumã - Ginástica

### Rio de Janeiro
- Ginásio do Botafogo - Esgrima
- Ginásio Algodão - Futsal
- Tijuca Tênis Clube - Judô, Taekwondo
- Lagoa Rodrigo de Freitas - Remo
- CEFAN - Tiro com Arco
- AMAN, Resende - Tiro
- Posto 6, Copacabana - Triatlo
- Iate Clube do Rio de Janeiro - Vela

### São Paulo
- Shopping Anália Franco - Boliche
- Lago Alpha Village, Itu - Esqui aquático
- Paradise Golf Club, Mogi das Cruzes - Golfe
- Ginásio Municipal de São Bernardo do Campo - Handebol
- Ginásio do Ibirapuera - Caratê
- Centro Olímpico de Treinamento e Pesquisa - Levantamento de peso e tênis de mesa[3]
- Associação Atlética Banco do Brasil - Patinação Artística
- Sambódromo do Anhembi - Patinação Velocidade
- Estádio Municipal Mie Nishi - Softbol
- Clube Atlético Monte Líbano - Tênis

## Quadro de medalhas
| Ordem | País                | Medalha de ouro | Medalha de prata | Medalha de bronze | Total |
| ----- | ------------------- | --------------- | ---------------- | ----------------- | ----- |
| 1     | Brasil              | 148             | 95               | 90                | 333   |
| 2     | Venezuela           | 97              | 70               | 64                | 231   |
| 3     | Argentina           | 76              | 89               | 80                | 245   |
| 4     | Chile               | 24              | 41               | 46                | 111   |
| 5     | Equador             | 23              | 32               | 37                | 92    |
| 6     | Peru                | 6               | 28               | 30                | 64    |
| 7     | Antilhas Holandesas | 3               | 2                | 7                 | 12    |
| 8     | Uruguai             | 2               | 8                | 21                | 31    |
| 9     | Panamá              | 1               | 5                | 6                 | 12    |
| 10    | Paraguai            |                 | 1                | 8                 | 9     |
| 11    | Guiana              |                 | 1                | 7                 | 8     |
| 12    | Aruba               |                 | 1                | 2                 | 3     |
| 13    | Bolívia             |                 |                  | 9                 | 9     |
| TOTAL | TOTAL               | 380             | 373              | 407               | 1 160 |